# Melo melo
Espèce
Synonymes
- Cymbium indicum (Gmelin, 1791)[1] [2]
- Cymbium maculatum Röding, 1798[1] [2]
- Cymbium melo (Lightfoot, 1786)[1] [2]
- Melo melo melo (Lightfoot, 1786)[1]
- Voluta anguria Lightfoot, 1786[1] [2]
- Voluta citrina Fischer, 1807[1] [2]
- Voluta indica Gmelin, 1791[1] [2]
- Voluta melo Lightfoot, 1786[1] [2]

Melo melo est une espèce de mollusques prosobranches de la famille des Volutidae.

## Morphologie
Taille maximale : jusqu’à 32 cm.

## Répartition
Océan Indien et Pacifique.

## Liste des sous-espèces
Selon World Register of Marine Species (1 décembre 2018) :
- sous-espèce Melo melo tesselata (Lamarck, 1811)